# Campeonato Mundial de Piragüismo en Aguas Tranquilas de 1977
El XIII Campeonato Mundial de Piragüismo en Aguas Tranquilas se celebró en Sofía (Bulgaria) en el año 1977 bajo la organización de la Federación Internacional de Piragüismo (ICF) y la Federación Búlgara de Piragüismo.
Las competiciones se realizaron en el canal de piragüismo ubicado en el lago Pancharevo, al sur de la capital búlgara.

## Medallistas

### Masculino
| Evento      | Oro                                                                         | Plata                                                                       | Bronce                                                                                       |
| ----------- | --------------------------------------------------------------------------- | --------------------------------------------------------------------------- | -------------------------------------------------------------------------------------------- |
| K1 500 m    | Vasile Dîba Rumania                                                         | Grzegorz Śledziewski · Polonia                                              | Zoltán Sztanity · Hungría                                                                    |
| K2 500 m    | Joachim Mattern Bernd Olbricht RDA                                          | Viktor Vorobiev Nikolai Astapkovich URSS                                    | Géza Csapó · József Svidró · Hungría                                                         |
| K4 500 m    | Ryszard Oborski · Daniel Wełna · Grzegorz Kołtan · Henryk Budzicz · Polonia | Ion Dragulschi Beniami Borbandi Mihai Zafiu Vasile Simiocenco Rumania       | Herminio Menéndez Rodríguez Juan Sánchez Pedrosa José Ramón López Luis Gregorio Ramos España |
| K1 1000 m   | Vasile Dîba Rumania                                                         | Rüdiger Helm RDA                                                            | Oreste Perri · Italia                                                                        |
| K2 1000 m   | Zoltán Bakó · István Szabó · Hungría                                        | Joachim Mattern Bernd Olbricht RDA                                          | Vladimir Romanovski Serguei Nagorny URSS                                                     |
| K4 1000 m   | Ryszard Oborski · Daniel Wełna · Grzegorz Kołtan · Henryk Budzicz · Polonia | Alexandr Shaparenko Serguei Nikolski Vladimir Morozov Alexandr Avdeyev URSS | Herminio Menéndez Rodríguez Juan Sánchez Pedrosa José Ramón López Luis Gregorio Ramos España |
| K1 10 000 m | Oreste Perri · Italia                                                       | István Fábián · Hungría                                                     | Nikolai Stepanenko URSS                                                                      |
| K2 10 000 m | Petras Šiurskas Anatoli Korolkov URSS                                       | Zoltán Bakó · István Szabó · Hungría                                        | Nicolae Țicu Cuprian Macarencu Rumania                                                       |
| K4 10 000 m | Alexandr Shaparenko Serguei Nikolski Vladimir Morozov Alexandr Avdeyev URSS | Csaba Giczy · János Rátkai · István Joós · Iván Herczeg · Hungría           | Andrzej Klimaszewski · Krzysztof Lepianka · Zbigniew Torzecki · Zdzisław Szubski · Polonia   |
| C1 500 m    | Lipat Varabiev Rumania                                                      | Ulrich Eicke RFA                                                            | Zdislav Soroka URSS                                                                          |
| C2 500 m    | László Foltán · István Vaskuti · Hungría                                    | John Wood · Gregory Smith · Canadá                                          | Vasili Yurchenko Yuri Lobanov URSS                                                           |
| C1 1000 m   | Ivan Patzaichin Rumania                                                     | Serguei Antipov URSS                                                        | Tamás Buday · Hungría                                                                        |
| C2 1000 m   | Vasili Yurchenko Yuri Lobanov URSS                                          | Tamás Buday · Oszkár Frey · Hungría                                         | Jerzy Opara · Andrzej Gronowicz · Polonia                                                    |
| C1 10 000 m | Tamás Wichmann · Hungría                                                    | Vasili Yurchenko URSS                                                       | Ivan Patzaichin Rumania                                                                      |
| C2 10 000 m | Serguei Petrenko Yuri Lobanov URSS                                          | Lipat Varabiev Pavel Cozlov Rumania                                         | Zoltán Parti · András Hubik · Hungría                                                        |

### Femenino
| Evento   | Oro                                                                        | Plata                                                            | Bronce                                                              |
| -------- | -------------------------------------------------------------------------- | ---------------------------------------------------------------- | ------------------------------------------------------------------- |
| K1 500 m | Gudrun Dittmar RDA                                                         | Maria Cosma Rumania                                              | Tatiana Korshunova URSS                                             |
| K2 500 m | Marion Rösiger Martina Fischer RDA                                         | Agafia Orlov Nastasia Nichitov Rumania                           | Vania Guesheva Diana Jristova Bulgaria                              |
| K4 500 m | Mariya Mincheva Roza Boyanova Velichka Mincheva Natasha Yanakieva Bulgaria | Marion Rösiger Martina Fischer Sabine Pochert Gudrun Dittmar RDA | Taisiya Lapteva Galina Chikareva Tatiana Korshunova Nina Doroj URSS |

## Medallero
| Núm. | País     | Oro | Plata | Bronce | Total |
| ---- | -------- | --- | ----- | ------ | ----- |
| 1    | URSS     | 4   | 4     | 6      | 14    |
| 2    | Rumania  | 4   | 4     | 2      | 10    |
| 3    | Hungría  | 3   | 4     | 4      | 11    |
| 4    | RDA      | 3   | 3     | 0      | 6     |
| 5    | Polonia  | 2   | 1     | 2      | 5     |
| 6    | Bulgaria | 1   | 0     | 1      | 2     |
| 6    | Italia   | 1   | 0     | 1      | 2     |
| 8    | RFA      | 0   | 1     | 0      | 1     |
| 8    | Canadá   | 0   | 1     | 0      | 1     |
| 10   | España   | 0   | 0     | 2      | 2     |
|      | TOTAL    | 18  | 18    | 18     | 54    |